# 路易吉·凱魯比尼
马里亚·路易吉·卡洛·泽诺比奥·萨尔瓦多·凯鲁比尼（義大利語：Maria Luigi Carlo Zenobio Salvatore Cherubini，1760年9月8日—1842年3月15日） 是一位出生於意大利、在法國渡過其大部分創作生涯的作曲家，以創作歌劇和基督宗教聖樂著名，曾任杜伊勒里宫皇家劇院音樂總監，法國王室音樂總監，還有巴黎音樂學院院長。貝多芬認為凱魯比尼是自己同輩當中最偉大的作曲家。

## 生平

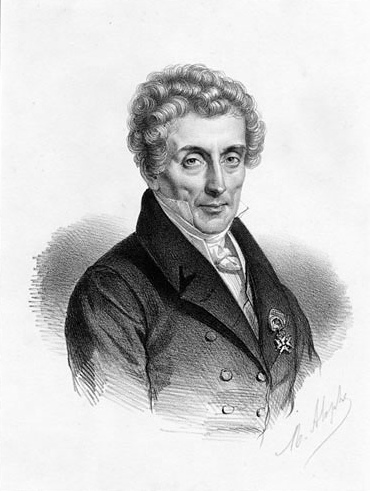
瑪利-亞歷山大·阿道夫筆下佩帶法國榮譽軍團勳章的凱魯比尼

凱魯比尼出生於義大利的佛羅倫薩，原名為瑪利亞·路易吉·卡洛·澤諾比奧·薩瓦托·凱魯比尼（Maria Luigi Carlo Zenobio Salvatore Cherubini）。但他的出生日期一直無法確定：一說是9月14日，但受洗紀錄顯示和凱魯比尼自認為9月8日才是正確的日期。或許凱魯比尼的首名是支持9月8日說的一大證據，因為9月8日是無玷聖母瑪利亞的聖母誕辰紀念日，因此出生在9月8日的孩子往往會以｢瑪利亞｣為首名。 在現代的論文和音像製品上，通常會用凱魯比尼的義大利名字。在1790年，他決定採用法語版的新名馬里-路易-夏爾-澤諾比-薩瓦多·凱魯比尼（Marie-Louis-Charles-Zénobi-Salvador Cherubini），而且從此以後，所有關於他的文件都使用這個法文名字。
凱魯比尼自6歲開始跟隨父親，被譽為｢羽管鍵琴大師（maestro al cembalo）｣的巴托洛梅奧·凱魯比尼學習音樂，並很早開始學習對位法和戲劇風格，十三歲便創作了數首宗教作品，被譽為音樂神童。1780年更獲得托斯卡尼大公的資助，前往博洛尼亞和米蘭進修。
凱魯比尼早期的正歌劇使用了阿波斯托洛·澤諾（Apostolo Zeno）、梅塔斯塔齊奧和其他根據當時戲劇傳統標準創作的辭本。而他的音樂也明顯受到當時風行的作曲家，如尼可洛·約梅里（Niccolò Jommelli）、托馬索·特拉埃塔（Tommaso Traetta）和安東尼奧·撒奇尼（Antonio Sacchini）的影響。而凱魯比尼唯一的喜劇作品，《三妻之夫和無妻之夫（Lo sposo di tre e marito di nessuna）》在1783年11月的威尼斯首演。
深感受義大利的傳統侷限，並且銳意嘗試，凱魯比尼在1785年前往倫敦，為皇家劇院（the King's Theater） 製作了兩套正歌劇和喜歌劇。同年，他偏離原訂行程，和朋友吉安巴提斯塔·維奧堤 （Gianbattista Viotti）前往巴黎旅遊，並被維奧提引見法國的瑪麗·安托瓦內特王后和巴黎的上流社會。這一次旅程，凱魯比尼獲得委任，寫下第一部音樂悲劇，由讓-弗朗索瓦·馬芒特 （Jean-François Marmontel）製作辭本的《得摩丰》。此後除了短暫回到倫敦，還有受萨伏依王室的薩丁尼亞國王所託，到都靈創作一齣正歌劇外，凱魯比尼的餘生都在法國度過。

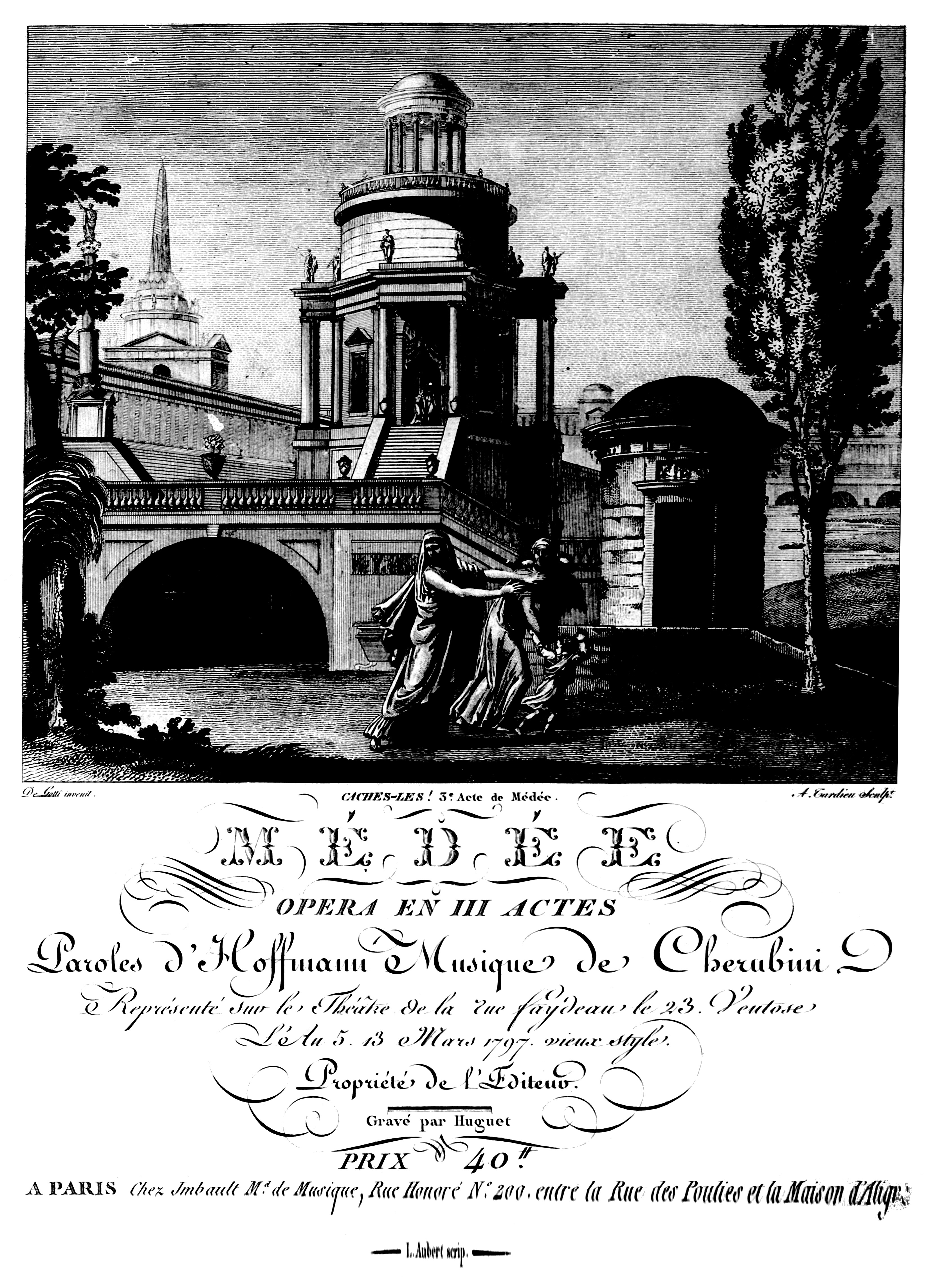
凱魯比尼《美狄亚》總譜首版封面，1797年

1788年，《得摩丰》在巴黎大歌劇院上演獲得好評，並在次年在維奧堤的幫助下，獲得杜伊勒里宫皇家劇院（Théâtre de Monsieur）音樂總監的任命，1792年升職到菲杜劇院（Théâtre Feydeau）的音樂總監。這些職位為凱魯比尼提供機會，率先讀到大量腳本，讓他可以選擇適合自己的辭本創作。而此時卡魯比尼的作品開始顯示他的創造力和創新的膽量。而他在巴黎首部成功的大作《洛多伊斯卡 （Lodoïska）》（1791），是一部備受稱讚的現實主義英雄故事歌劇。接著的成功之作是3年後的《艾莉莎 （Elisa）》，以瑞士阿爾卑斯山麓為背景。其後1797年的《美狄亚 （Médée）》則是凱魯比尼最著名的作品。而在1800年的《兩天 （Les deux journées）》，則通過簡化自己的風格，獲得大眾的歡迎，取得成功。上述歌劇都在菲杜劇院或巴黎喜歌劇院（Opéra-Comique）首演。而這些成功令他感到自己的生活無憂，因此在1794年和安妮·賽西兒·杜雷特（Anne Cécile Tourette）結婚，婚後共生下三名子女。
而法國大革命為凱魯比尼帶來很大衝擊，令他要隱藏此前和王室貴冑的聯繫，以求取得新政府的任命。縱然拿破崙覺得凱魯比尼的風格太複雜，但凱魯比尼依然在拿破崙執政的十多年裡，堅持每年撰寫一部愛國作品。 而最終他也在1805年和1806年 獲得任命為拿破崙在維也納的音樂總監，令他的部分作品得以在維也納上演。
而在《兩天》過後，巴黎的觀眾開始比較偏好新進作曲家的作品，如弗朗索瓦·布瓦爾迪厄（François-Adrien Boieldieu）的作品。而凱魯比尼的芭蕾歌劇《阿纳克里翁（Anacréon）》則是徹底失敗，而很多其他作品也未能取得成功。唯一例外的是1806年的製作《范尼斯卡 （Faniska）》，獲得大眾歡迎，還有海頓、貝多芬甚至歌德 的盛讚。隨後1813年首演的《阿本塞拉赫家族的故事 （Les Abencérages）》，講述西班牙摩爾人的格拉納達王國末日的英雄歌劇，是凱魯比尼意欲與加斯帕罗·斯蓬蒂尼 （Gaspare Spontini）的《貞潔的修女 （La Vestale）》抗衡之作。縱然風評甚好，但上演次數其少。
為自己無法在舞台作品中取得成功，凱魯比尼還是不斷增加宗教音樂的創作，寫下了七套彌撒，兩部安魂曲，還有很多短篇聖歌。而波旁王朝復辟後，凱魯比尼更被任命為王家音樂總監（Surintendant de la musique du roi），直至1830年七月革命波旁王朝被推翻後。而1815年，倫敦愛樂協會委託凱魯比尼撰寫一部交響樂，一首序曲，還有一部合唱交響曲。凱魯比尼創作完後，更親赴倫敦指揮首演，增加了他在國際上的名聲。

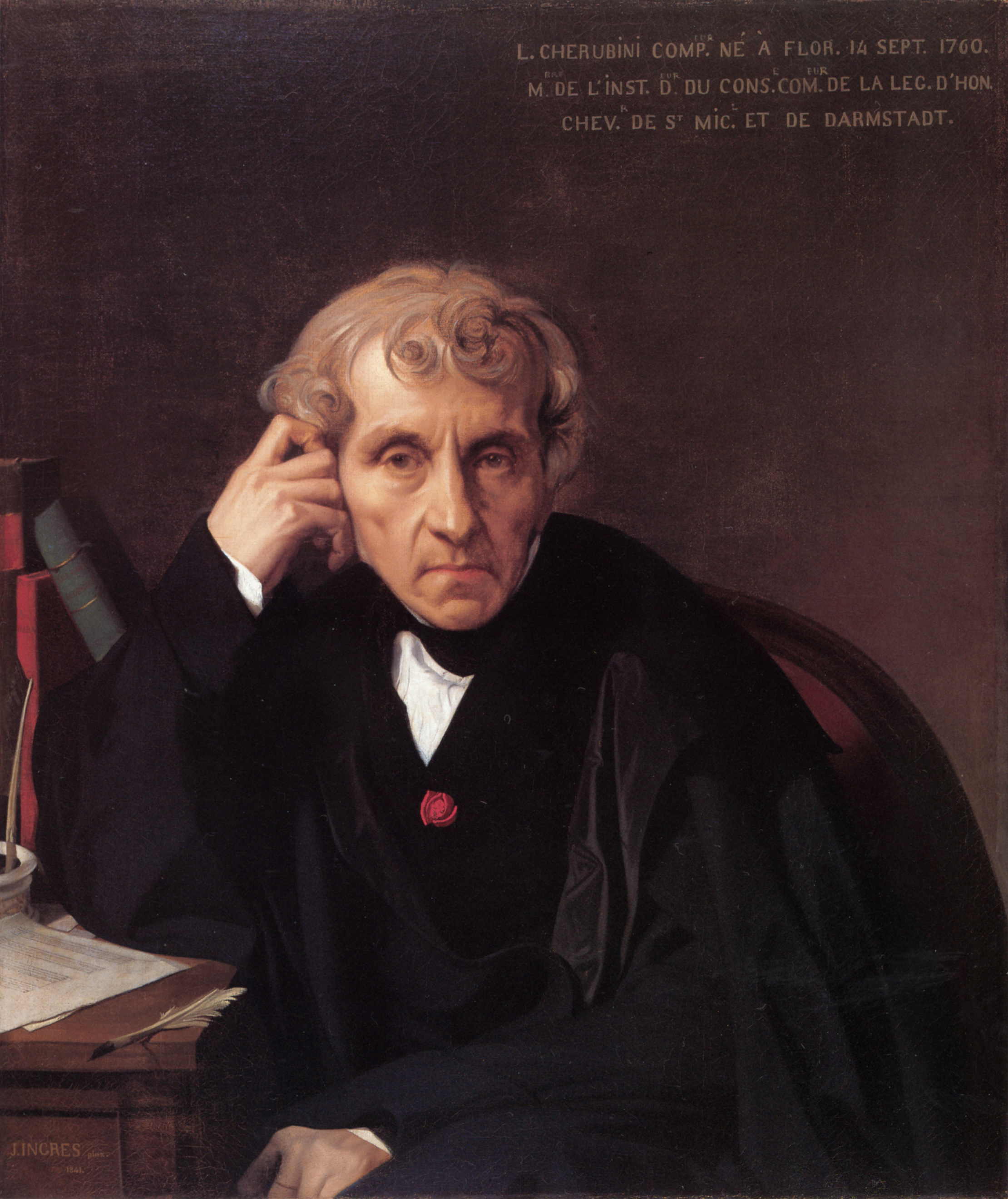
安格爾筆下年老的凱魯比尼（1841）

而在1816年首演，紀念法王路易十六的《c小調安魂曲》，凱魯比尼取得巨大成功，而該曲更獲得貝多芬、舒曼和布拉姆斯的盛讚。1836年，凱魯比尼則為自己的葬禮寫下《d小調安魂曲》，並指定用全男聲演唱，以回應教會對自己在先前作品運用女聲的批評。
雖然凱魯比尼只有少量室內樂的創作，但很多人認為這些作品相當重要。威廉·阿特曼（Wilhelm Altmann）在他的《弦樂四重奏演奏手冊（Handbuch für Streichquartettspielers）》中指出，卡魯比尼的六部弦樂四重奏皆是一流作品，而其中第一號和第三號更是傑作。而卡魯比尼為兩部小提琴，一部中提琴以及兩部大提琴所作的弦樂五重奏也被譽為一流之作。
1822年，卡魯比尼被任命為巴黎音樂學院院長，並完成他的教科書《對位法和賦格教程（Cours de contrepoint et de fugue）》。而在1835年，身為院長的卡魯比尼陷入了和年輕新進埃克托·白遼士的衝突當中，導致白遼士晚年在回憶錄中形容卡魯比尼是一個反覆無常的迂腐老學究。部分樂評人如巴西·迪安指出白遼士對凱魯比尼的描述，扭曲了後世對凱魯比尼的印象。但事實上，不少同時代的人對凱魯比尼容易動怒的個性，有所暗示，如阿道夫·阿當就曾寫道：｢部分人一直聲稱他的脾氣很穩定，因為他經常發怒。｣縱然如此，卡魯比尼依然有不少朋友，如羅西尼、蕭邦等等，當然還有畫家安格爾。安格爾和凱魯比尼可謂興趣和職業互補：凱魯比尼是個業餘畫家，安格爾喜歡玩小提琴。而在1841年，安格爾為年老的凱魯比尼劃下了最著名的一幅肖像。

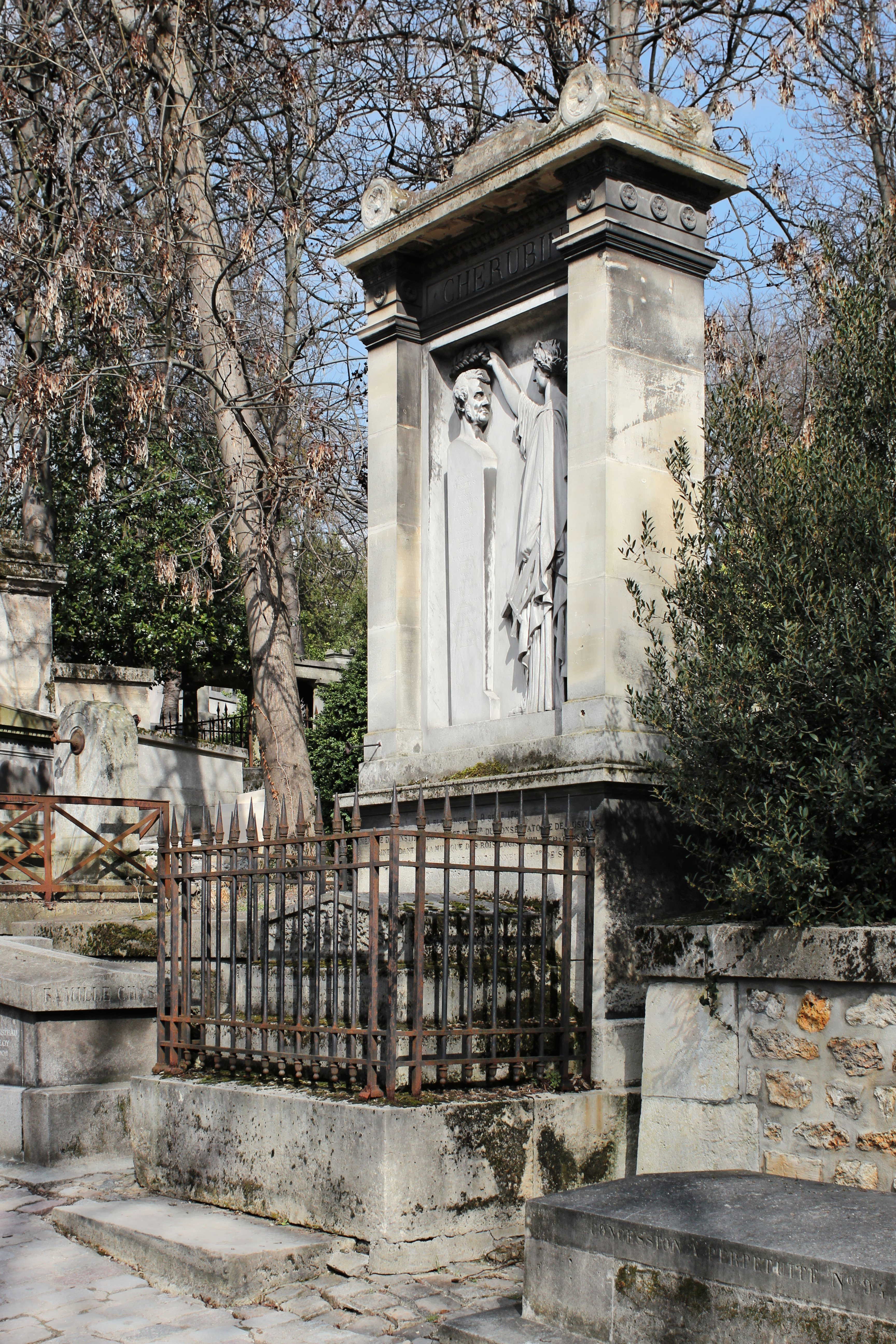
凱魯比尼的墓碑

終其一生，凱魯比尼盡獲法國各個最高和最尊貴的榮譽：1814年的法國榮譽軍團勳章騎士勳位，1815年的法蘭西藝術院院士。1841年，他更成為法國歷史上首位獲得榮譽軍團勳章司令勳位的音樂家。 最終凱魯比尼卒於巴黎，享年81歲，安葬在巴黎著名的拉雪兹神父公墓，距離蕭邦的安息地僅四米之遙。而他的墓碑則由著名建築師勒克萊（Achille Leclère）設計，墓碑上有一幅由雕塑家奧古斯當·杜蒙雕刻浮雕，刻有頭戴「音樂」桂冠的凱魯比尼半身像。

## 作品簡要列表
室內樂
- 降E大調第一弦樂四重奏 （1814）
- C大調第二弦樂四重奏（1829），是D大調交響樂的改編版，加入一個新的第二樂章
- d小調第三弦樂四重奏 （1834）
- E大調第四弦樂四重奏 （1835）
- F大調第五弦樂四重奏 （1835）
- a小調第六弦樂四重奏 （1837）
- e小調弦樂五重奏，為兩部小提琴，一部中提琴以及兩部大提琴所作（1837）

歌劇
詳見凱魯比尼歌劇作品列表。
宗教音樂
- 五套彌撒：（1773–1776） （已失傳）.
- 降B大調彌撒曲，｢小莊嚴彌撒（Messe solennelle breve）｣，又名第一莊嚴彌撒 （年分不詳）
- 為三把人聲而作的A大調彌撒曲 （1808–1809）
- F大調彌撒曲，｢希迈彌撒曲（Messe de Chimay）｣ （1808-1809）
- d小調彌撒曲，｢莊嚴彌撒 （Messe solennelle）｣，又名第二莊嚴彌撒 （1811）
- d小調莊嚴彌撒，為埃斯特哈齊親王所作 （1811）
- C大調彌撒曲 （1816）
- G大調彌撒曲，為路易十八加冕所作 （1816-1819）
- E大調莊嚴彌撒 （Missa solemnis in E major） （1818）
- A大調彌撒曲，為夏爾十世加冕所作的莊嚴彌撒，又名第三莊嚴彌撒 （1825）
- 為混聲合唱所作的c小調安魂曲。為紀念路易十六所作 （1816）
- 為男聲合唱所作的d小調安魂曲。為自己葬禮所作 （1836）
- 38首經文歌。
- 《先賢頌 （Hymne du Pantheon）》

其他作品
- 為倫敦愛樂協會所作 （1815）
  - 一部交響樂
  - 一部大合唱
  - 一首序曲
  - 合唱曲《春頌 （Hymne au printemps）》

## 外部連結
- Entry for Luigi Cherubini in The Catholic Encyclopedia （页面存档备份，存于）
- Luigi Cherubini String Quartet Nos.1 & 3,  and String Quintet--sound-bites and discussion of works
- 凯鲁比尼的免费乐谱，由国际乐谱典藏计划提供